# Free Carrier
FCA (…named place) англ. Free Carrier, або Вільний перевізник (…назва місця) — термін Інкотермс 2000 та 2010, який означає, що продавець доставить вантаж, який пройшов митне очищення, зазначеному покупцем перевізнику до названого місця. Слід зазначити, що вибір місця постачання вплине на зобов'язання зі завантаження і розвантаження товару у даному місці. Якщо постачання здійснюється у приміщенні продавця, то продавець несе відповідальність за завантаження. Якщо ж постачання здійснюється в інше місце, продавець за відвантаження товару відповідальності не несе.